# Markus Pauli
Pour les articles homonymes, voir Markus et Pauli.
 (mars 2025).
Motif : Il manque des sources secondaires centrées sur l'intéressé, et non sur ses groupes, pour démontrer l'admissibilité du sujet. #traduction
- Archive Wikiwix
- Bing
- Cairn
- DuckDuckGo
- E. Universalis
- Gallica
- Google
- G. Books
- G. News
- G. Scholar
- Persée
- Qwant
- (zh) Baidu
- (ru) Yandex
- (wd) trouver des œuvres sur Wikidata

| 1. | Préciser le motif de la pose du bandeau. | Précisez le motif de la pose du bandeau en utilisant la syntaxe suivante : {{admissibilité à vérifier\|date=avril 2025\|motif=remplacez ce texte par le motif}}                   |
| 2. | Informer les utilisateurs concernés.     | Pensez à avertir le créateur de l'article, par exemple, en insérant le code ci-dessous sur sa page de discussion : {{subst:avertissement admissibilité à vérifier\|Markus Pauli}} |

 (mars 2025).
La mise en forme du texte ne suit pas les recommandations de Wikipédia : il faut le « wikifier ».
Les points d'amélioration suivants sont les cas les plus fréquents :
- Les titres sont pré-formatés par le logiciel. Ils ne sont ni en capitales, ni en gras.
- Le texte ne doit pas être écrit en capitales (les noms de famille non plus), ni en gras, ni en italique, ni en « petit »…
- Le gras n'est utilisé que pour surligner le titre de l'article dans l'introduction, une seule fois.
- L'italique est rarement utilisé : mots en langue étrangère, titres d'œuvres, noms de bateaux, etc.
- Les citations ne sont pas en italique mais en corps de texte normal. Elles sont entourées par des guillemets français : « et ».
- Les listes à puces sont à éviter, des paragraphes rédigés étant largement préférés. Les tableaux sont à réserver à la présentation de données structurées (résultats, etc.).
- Les appels de note de bas de page (petits chiffres en exposant, introduits par l'outil «  Source ») sont à placer entre la fin de phrase et le point final[comme ça].
- Les liens internes (vers d'autres articles de Wikipédia) sont à choisir avec parcimonie. Créez des liens vers des articles approfondissant le sujet. Les termes génériques sans rapport avec le sujet sont à éviter, ainsi que les répétitions de liens vers un même terme.
- Les liens externes sont à placer uniquement dans une section « Liens externes », à la fin de l'article. Ces liens sont à choisir avec parcimonie suivant les règles définies. Si un lien sert de source à l'article, son insertion dans le texte est à faire par les notes de bas de page.
- La présentation des références doit suivre les conventions bibliographiques. Il est recommandé d'utiliser les modèles {{Ouvrage}}, {{Chapitre}}, {{Article}}, {{Lien web}} et/ou {{Bibliographie}}. Le mode d'édition visuel peut mettre en forme automatiquement les références.
- Insérer une infobox (cadre d'informations à droite) n'est pas obligatoire pour parachever la mise en page.

Pour une aide détaillée, merci de consulter Aide:Wikification.
Si vous pensez que ces points ont été résolus, vous pouvez retirer ce bandeau et améliorer la mise en forme d'un autre article.
DJ exel. Pauly
Markus Pauli, né le 15 juin 1978, dit DJ exel. Pauly, est un disc jockey allemand de hip-hop.

## Histoire
En 1994, Markus Pauli a formé le groupe Skunk Funk avec les trois rappeurs hambourgeois Reimagent, Knauf Kinski et Kerem (jusqu'en 1998). Depuis 2000, il est également DJ de tournée pour le groupe Fettes Brot,.Il a également produit des beats, des cuts et des remix pour Fettes Brot. En 2002, sa première mixtape Sample Paulizei Vol. 1 est sortie. Après le grand succès de la première mixtape, quatre ans plus tard, il sort Sample Paulizei Vol. 1 et sa nouvelle mixtape SamplePaulizwei sur un double CD. On le voit souvent jouer dans divers clubs en Allemagne. Depuis 2012, il est membre du groupe Deine Freunde, qui joue de la musique pour enfants et a remporté le HANS Hamburg Music Prize avec le groupe en 2014,,.

## Discographie
| - 2000: Trainingslager Tape // In the Mixer, Freestyle Mix - 2000: Die Kumpanen – Influenza K – Skunk Funk Remix (Prod., Cuts) - 2000: Die Kumpanen – Tape aus´m Briefkasten (Prod.) - 2000: Fettes Brot – Da Draussen – Skunk Funk Remix (Prod., Cuts) - 2001: Skunk Funk – Ellenbogentaktik, Menschenskinder (Prod., Cuts) - 2001: Vorsprechtermin – Skunk Funk Sonny Rockit & Ricardo Propz (Prod., Cuts) - 2001: Fettes Brot – Schwule Mädchen Maxi // Das Neueste (Prod., Cuts) - 2001: Fettes Brot – Demotape LP // Motherfucker (Prod., Cuts), - 2001: Fettes Brot – Fast 30 Maxi // Schlechtwetterfront (Prod., Cuts) - 2001: Fettes Brot – The Grosser Maxi // Der Hass Part 2 (Prod., Cuts) - 2002: Fettes Brot – Welthit Maxi // Wär das nicht derbe? (Prod., Cuts), Welthit, Sie (Cuts) - 2002: Trainingslager Tapes – No.3 – Sample Paulizei Vol. 1 - 2003: Fettes Brot – Ich bin Müde Maxi // Ich bin Müde (Cuts) - 2003: Fettes Brot – Tanzverbot CD-Single // Tanzverbot (Cuts) - 2004: Trainingslager Collectors – Felonious Single (Prod.) - 2004: Skunk Funk – So und nicht anders Maxi // So und nicht anders (Prod., Cuts) - 2005: Jake – Jake the Rapper LP // Eat the Rich (Prod., Cuts) - 2005: Fettes Brot – Emanuela Maxi // Schrotteimer (Prod.) - 2005: Fettes Brot – Am Wasser Gebaut LP // Yasmin (Prod., Cuts) - 2005: Fettes Brot – Soll das alles sein Maxi // Liebe, Glaube, Hoffnung (Prod.) - 2005: Felonious – The Music, Naturalistic, Up to you Maxi // Naturalistic, Up to you (Prod.) - 2006: Samplepaulizwei – Mixtape // Doppel-CD - 2007: Laas Unlimited – Begins LP // Hoes & Homie (Prod.) - 2007: Finkenauer – Manchmal zwischen den Gebäuden Maxi // Manchmal zwischen den Gefühlen Remix (Prod.) - 2007: Emel – Komm in mein Leben LP // Nina (Du Fehlst) (Prod.) - 2007: Jim Pansen – Ihr könnt Heulen Maxi // Ihr könnt Heulen (Prod.) - 2008: Jim Pansen und die verbotene Frucht LP (Prod.) - 2008: Datarock – Princess // Princess Remix (Prod.) | - 2008: Fettes Brot – Bettina Zieh Dir bitte etwas an Maxi // Grüner Zweig (Cuts) - 2008: Fettes Brot – Strom und Drang // Lieber Verbrennen Als Erfrieren (Prod.) - 2008: Sankt Pauli! Rausgehen – Warmmachen – Weghauen // Björn Beton – Dauerkarte (Cuts, Mischung) - 2008: Fettes Brot – Erdbeben // Kontrolle (Arrangement, Mischung) - 2008: Fettes Brot – Ich lass dich nicht los // Amsterdam (Cuts) - 2008: Laas Unlimited feat. KKS, Kubrick, Banjo, Maeckes, Plan B (Mischung) - 2009: Station 17 + Fettes Brot – Ohne Regen kein Regenbogen Maxi // Ohne Regen kein Regenbogen (Prod., Cuts) - 2009: The Swindle – Present // A Great Paulukka Remix - 2009: Lilo Wanders – Egal - 2009: Klez.e – Madonna // A Great Paulukka Remix - 2010: Fettes Brot – Fettes // Cuts, Samples, Percussions, Stimme - 2010: Fettes Brot – Brot // Cuts, Samples, Percussions, Stimme - 2010: Comfortable Cave Goodbye – Travel in Time (Mixing) - 2010: Fettes Brot – Kontrolle – The Botaniks Remake (Mixing) - 2010: Polarkreis 18 – Unendliche Sinfonie // A Great Paulukka Remix - 2010: Maeckes – Ich will daß alle mich mögen – The Botaniks Remix (Mixing) - 2011: Fettes Brot – Lieber Verbrennen Als Erfrieren // Remix (Mixing) - 2011: Pascal Finkenauer – L.O.V.E. // (Mixing) - 2011: Pascal Finkenauer – Diamond LP // (Mixing) - 2012: Deine Freunde – Ausm Häuschen (mit Lukas Nimscheck und Florian Sump), Noch Mal!!! (Universal) - 2014: Deine Freunde – Heile Welt - 2015: Deine Freunde – Kindsköpfe - 2017: Deine Freunde – Keine Märchen - 2019: Fettes Brot - Lovestory (Co-Producing) - 2019: Deine Freunde - Helikopter - 2020: Deine Freunde - Das Weihnachtsalbum - 2022: Deine Freunde - Hits Hits Hits - 2023: Deine Freunde - ordentlich durcheinander |

1. ↑  « Fettes-Brot-DJ lädt zur Mittanzgelegenheit | koeln.de », sur web.archive.org, 15 novembre 2021 (consulté le 14 décembre 2024)
2. ↑  « Pop - Fettes Brot feiern "Abschied auf Probe" – NP - Neue Presse », sur web.archive.org, 17 novembre 2021 (consulté le 14 décembre 2024)
3. ↑  (de-AT) Szene1 AT GmbH, « Hip Hop vs. Rock´n´Roll feat. Exel. Pauly (Fettes Brot) - 09.01.2015 - The Loft », sur szene1.at (consulté le 14 décembre 2024)
4. ↑  « ZDB-Katalog - Suchergebnisseite: iss="0174-4909" », sur zdb-katalog.de (consulté le 14 décembre 2024)
5. ↑  (de) Frederike Arns, « Weihnachten kann losgehen! Deine Freunde haben die perfekten Songs fürs Fest herausgebracht », sur MOPOP.de - DAS Portal für Musik und Popkultur in Hamburg, 13 novembre 2020 (consulté le 14 décembre 2024)
6. ↑  (de) « 2014 » [archive du 21 janvier 2022], sur Hamburger Musikpreis (consulté le 14 décembre 2024)